# 貓女魔力
夏林·瑪麗·馬歇爾（英語：Charlyn Marie Marshall，1972年1月21日—），或稱小名夏·馬歇爾（Chan Marshall）或藝名貓女魔力（Cat Power），美國創作歌手，以簡約曲風與略帶氣息的嗓音著稱。

## 外部連結
- Cat Power Music（页面存档备份，存于） at The Greatest